# Le Sphinx (film, 1995)
Pour les articles homonymes, voir Sphinx (homonymie).
Pour plus de détails, voir Fiche technique et Distribution.
Le Sphinx est un film québécois réalisé par Louis Saia, sorti en 1995 et mettant en vedette Marc Messier, Céline Bonnier et Serge Thériault.

## Synopsis
Un enseignant dans une polyvalente, apparemment heureux en ménage et père de deux enfants qu'il aime, tombe amoureux fou d'une danseuse qui l'initiera aux plus grandes voluptés comme aux pires excès.
Phil Comeau a réalisé en 1992, un documentaire en Égypte aussi intitulé ' Le Sphynx '.

## Fiche technique
Sources : IMDb et Films du Québec
- Titre original : Le Sphinx
- Réalisation : Louis Saia
- Scénario : Marc Messier, Louis Saïa
- Musique : François Asselin
- Direction artistique : François Séguin
- Costumes : Suzanne Harel
- Maquillage : Kathryn Casault
- Coiffure : André Duval (en)
- Photographie : Georges Dufaux
- Son : Serge Beauchemin, Marcel Pothier, Michel Descombes, Gavin Fernandes (en),
- Montage : André Corriveau
- Production : Claudio Luca
- Société de production : Productions Télé-Action
- Sociétés de distribution : Cinépix Film Properties
- Pays de production :  Canada
- Tournage : Montréal dont au Solid Gold , le célèbre bar-salon, Saint-Bruno-de-Montarville
- Langue originale : français
- Format : couleur — son Dolby SR
- Genre : comédie dramatique
- Durée : 109 minutes
- Dates de sortie :
  - Canada :
    - 18 septembre 1995 (première au cinéma Impérial à Montréal)[2]
    - 22 septembre 1995 (sortie en salle au Québec)
    - 2000 (DVD)
- Classification :
  - Québec : Visa général[3]

## Distribution
- Marc Messier : Réal Prescott
- Céline Bonnier : Angie Madore
- Serge Thériault : Pat Carbone
- Éric Hoziel : Jo, videur
- Vittorio Rossi (en) : Tony
- Sylvie Drapeau : Jojo
- Micheline Bernard : Suzanne
- Pierre Claveau : J.P. Comeau
- Pierre McNicoll : Bob
- Henri Chassé : Charles
- Bob Harrison : Pierre Aucoeur
- Christine Olivier : la mère d'Angie
- Lyne Robichaud : Vania Paparazzi
- Manon Miclette : Josianne
- Richard Fréchette : Me D'Amour
- André Richard : Pélo
- Évelyn Regimbald : danseuse au motel